# Radwany-Zaorze
Radwany-Zaorze (pronunciación en polaco: /raˈdvanɨ zaˈɔʐɛ/) es un pueblo ubicado en el distrito administrativo de Gmina Szumowo, dentro del Condado de Zambrów, Voivodato de Podlaquia, en el norte de Polonia oriental. Se encuentra aproximadamente a 19 kilómetros al suroeste de Zambrów y a 81 kilómetros al oeste de la capital regional Białystok.